# Kokkothamangalam
Kokkothamangalam é uma vila no distrito de Alappuzha, no estado indiano de Kerala.

## Demografia
Segundo o censo de 2001, Kokkothamangalam tinha uma população de 16 852 habitantes. Os indivíduos do sexo masculino constituem 49% da população e os do sexo feminino 51%. Kokkothamangalam tem uma taxa de literacia de 85%, superior à média nacional de 59,5%: a literacia no sexo masculino é de 88% e no sexo feminino é de 82%. Em Kokkothamangalam, 10% da população está abaixo dos 6 anos de idade.